# رجینالد بکه
رجینالد بکه (انگلیسی: Réginald Becque؛ زادهٔ ۱۳ سپتامبر ۱۹۷۲) بازیکن فوتبال اهل فرانسه است.
از باشگاه‌هایی که در آن بازی کرده‌است می‌توان به باشگاه فوتبال والنسین اشاره کرد.